# گروشوو
گروشوو (به لهستانی:  Gruszewo) یک روستا در لهستان است که در گمینا بیاووگارد واقع شده‌است.